# 辰巳用水

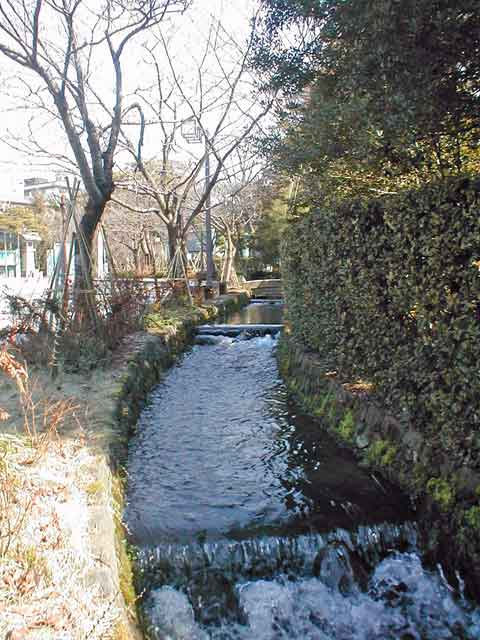
地表部

辰巳用水（たつみようすい）は、石川県金沢市を流れる約11kmの用水路。
3代加賀藩主・前田利常の命により、1632年（寛永9年）に板屋兵四郎が完成させたといわれている。
1631年に発生した金沢大火が建設の契機になったとされており、金沢城の防衛・防火のための用水を導水する目的で掘削された。途中、長距離のトンネルがある難工事であったが、工事開始から1年足らずで完成に至った。
疏水百選の一つ。一部が国の史跡に指定されている。土木学会選奨土木遺産。

## 概要
犀川上流の金沢市上辰巳より取水し、約4kmの導水トンネルを経て小立野台地に出た後、兼六園の園内の曲水となる。かつては、導水管を用いて外堀をくぐらせ金沢城内に水を供給し、さらに市内に配水していた。
金沢城は堀に囲まれていたが、板屋兵四郎は水の高低差を利用して金沢城内に水を吹き出させた。これは取水地が金沢城より高い位置にあることを利用した逆サイフォン（当時は「伏越の理（ふせこしのことわり）」と呼ばれた）であった。

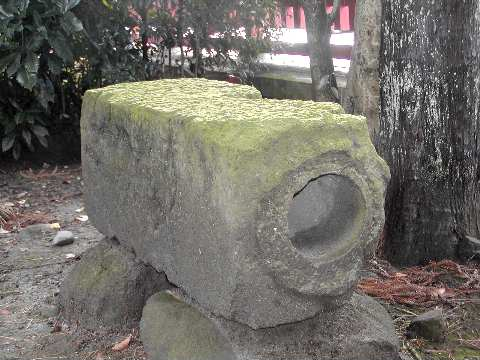
辰巳用水の石管

当初は木管が用いられていたが、後に石管に替えられた。石管は、市内の石川県立歴史博物館の中庭等で保存されている。
建設当初は犀川上流の雉に取水口が設けられていたが、1837年、1855年に取水口の付け替え工事が行われ、さらに上流側へと取水口が移動された。現取水口を含む区間は、辰巳ダム計画により水没する可能性があったが、ダム計画変更により取水口は存置することとなった。
1950年代頃から地表部に生活排水の流入が目立ち始め兼六園の曲水にも悪影響が出始めたため、地表部分の大半には並行して兼六園専用のバイパスが埋設された。
石管には、富山県砺波市で産出した金屋石が使用され、富山県十二貫野用水の第一分水である龍の口用水で使われた技術が利用されている。

## 史跡指定等
2010年2月に、辰巳用水の延長約11kmうち、上流部および中流部の約8.7kmが、「江戸時代の土木技術を知る上で貴重である」として、国の史跡に指定されている。
2018年に土木学会選奨土木遺産に選ばれる。

## 関連文献
- 青木治夫「江戸期・明治期辰巳用水の維持管理と保守工事」『土木史研究』第10巻、土木学会、1990年、85-91頁、doi:10.2208/journalhs1990.10.85。
- 青木治夫「辰巳用水の施工環境」『日本土木史研究発表会論文集』第8巻、土木学会、1988年、40-46頁、doi:10.11532/journalhs1981.8.40。